# Сєдих Наталія Юріївна
Наталія Юріївна Сєдих (нар. 14 вересня 1974, Тбілісі) — колишня грузинська балерина, українська культуристка, чемпіонка України з культуризму (2006), володарка Кубку Поділля, Кубку Києва (2007), персональний тренер.

## Біографія
Наталія народилася 14 вересня 1974 року в Тбілісі, ГРСР. Батько її  українець грецького та російського походження, родом з Ялти, мати — громадянка Грузії, російського та вірменського походження. Познайомилися батьки Наталі в Ялті, куди майбутня мати Наталії приїхала відпочивати.
Протягом 1981–1983 років навчалася у місцевій 106-ій школі, у 1983–1992 роках — в хореографічному училищі імені Вахтанга Чабукіані. Навчалася на одному курсі з Миколою Цискарідзе. Була артисткою балету Тбіліського оперного театру.
Батько Наталі переїхав до Криму у 1984 році. Коли у 1990 році в Грузії почалися гоніння на російськомовне населення, Наталія почала відвідувати секцію з карате. Грузинську мову так і не вивчивши, у 1992 році поїхала до Харкова. Вона хотіла жити в Україні, у великому місті, де є метро.
Якось побачила у кінофільмі «Подвійний удар» та в журналі американську культуристку Коринну Еверсон, яка шість разів ставала «Міс Олімпія», та й захопилася бодібілдингом. А коли у 2000 році українка Валентина Чепіга завоювала цей титул, загорілася ще більше. До першої золотої медалі Наталю підготував перший тренер Валентини Чепіги — Капустник Юрій Вікторович. 
Із своїм другим чоловіком Романом спортсменка познайомилася в тренажерній залі. Він теж займається бодібілдингом. У Наталії є донька Марія.
Наталія про тренування:
| «Бодібілдинг і балет дуже схожі. Там ”пахати” треба і тут» |
Наталія Сєдих чемпіонка України 2006 року, володарка Кубку України 2007 та Кубку Поділля 2007. 22 квітня 2007 року в Конгрес-холі президент-готелю «Київський» відбувся відкритий Кубок Києва з бодібілдингу, бодіфітнесу та фітнесу. Абсолютною чемпіонкою серед жінок стала Наталія. Судді визнало харків'янку найвродливішою і найпропорційніше складеною. Кубок Києва-2008 — перше місце у абсолютній категорії.
Наталія про спортивний досвід:
| «Я бачу кожний м'яз, знаю, що треба ”підкачати”, щоб фігура була пропорційною» |
Станом на 2007 рік працювала в тренажерному залі, проводила заняття з фітнес-аеробіки.
Станом на 2017 персональний тренер з культуризму. Підготувала двох чемпіонів України з бодібілдінгу